# ケネス・P・モリツグ

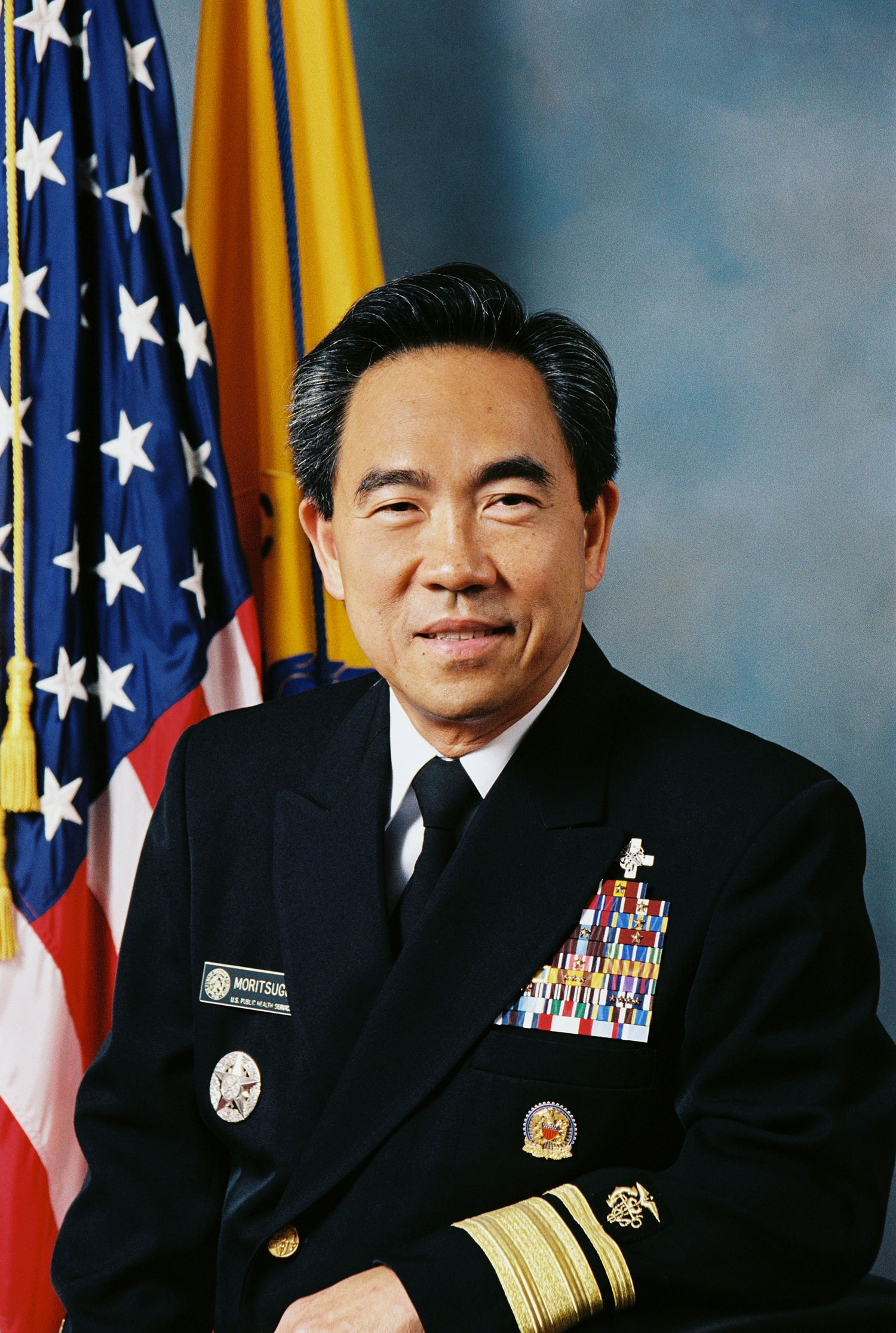

ケネス・P・モリツグ（Kenneth P. Moritsugu、1945年3月5日 - ）は、アメリカ合衆国公衆衛生局の元医務総監（Surgeon General of the United States）代行（医務総監が任命されなかったため、実質的な最高責任者であった）で、アメリカ公衆衛生局士官部隊の元少将RADMである。

## 人物
ハワイ州ホノルル生まれの日系アメリカ人三世。
公衆衛生局医務総監補時代、アメリカ同時多発テロ事件後に頻発した炭疽菌テロ事件の医学的調査を担当した。
家族は、妻（1992年に交通事故で死亡）と娘2人（うち1人は1996年に交通事故で死亡）。臓器提供運動に深く関わっており、交通事故で亡くなった妻子も臓器提供を行っている。
また、I型糖尿病患者であり、退官後の2007年11月からは、ジョンソン・エンド・ジョンソンが開設した医療従事者を対象に糖尿病患者指導の研修を行う施設であるジョンソン・エンド・ジョンソン・ダイアベティス・インスティテュートの総括責任者を務めている。

## 略歴
- 1967年 - ハワイ大学卒業
- 1968年 - アメリカ合衆国公衆衛生局に参加
- 1971年 - ジョージワシントン大学薬学部よりM.D.を取得
- 1975年 - カリフォルニア大学バークレー校より公衆衛生学の修士号を取得
- 1987年12月 - アメリカ合衆国司法省連邦刑務局局長補
- 1998年10月1日 - アメリカ合衆国公衆衛生局医務総監補
- 2006年7月31日 -  アメリカ合衆国公衆衛生局医務総監代行
- 2007年9月 - 退官